# Wykrzyknik
Wykrzyknik, znak wykrzyknienia – jeden ze znaków pisarskich, składający się z pionowej kreski zakończonej kropką, zwykle u dołu (!), rzadziej u góry (¡). Najczęściej używany jest jako znak interpunkcyjny wyrażający emocje, ale ma także inne zastosowania.
Typograficznie jest znakiem wysokości stopnia pisma, a jego kropka jest dokładnie takiej samej wielkości, kształtu i położenia (o ile znajduje się pod pionową kreską), co znak kropki w tym samym kroju.

## Typowe zastosowanie
Znak wykrzyknienia stosowany jest na końcu zdania lub wyrażenia wtedy, gdy trzeba podkreślić siłę wypowiedzi. Stosowany bywa przy zawołaniach, okrzykach, rozkazach, życzeniach, ostrzeżeniach, wyrazach dźwiękonaśladowczych oraz służy do zwrócenia uwagi czytelnika na coś szczególnie istotnego.
Jeśli przypada w miejscu kropki lub przecinka, to zastępuje je, natomiast w przypadku wielokropka lub pytajnika – towarzyszy im. Zastąpienie przecinka wykrzyknikiem skutkuje zazwyczaj tym, że powstają dwa zdania lub zdanie i równoważnik, tzn. że po wykrzykniku stawiana jest wielka litera. Znacznie rzadziej umieszcza się go tam, zachowując ciągłość jednego zdania. W przypadku wielokropka lub pytajnika kolejność któregoś z tych znaków z wykrzyknikiem ustala się w zależności od tego, jaki efekt chce się uzyskać – kończący wykrzyknik zwiększa siłę ekspresji, kończący pytajnik może oznaczać zdziwienie lub kwestionować wykrzyknienie, a kończący wielokropek – urwanie wypowiedzi lub niedopowiedzenie. Można też użyć wszystkich trzech znaków obok siebie w różnych kombinacjach.
Jeśli wykrzyknik ma zwrócić uwagę na fragment zdania (najczęściej jakieś krótkie sformułowanie), to wstawia się go wewnątrz zdania w postaci ujętej w nawiasy (!), w zależności od kontekstu – np. aby potwierdzić jakieś sformułowanie lub wręcz przeciwnie, ostrzec przed możliwością błędu. Takie samo użycie, ale w cytowaniu, oznacza, że wykrzyknik jest komentarzem cytującego. W przypadku wyrażania szczególnie silnych emocji można postawić obok siebie trzy wykrzykniki, natomiast dwa wykrzykniki stosuje się rzadko, praktycznie tylko podczas przedstawiania eskalacji wrażeń (pomiędzy wyrażeniem z jednym i wyrażeniem z trzema wykrzyknikami).
W 1668 roku John Wilkins zaproponował użycie odwróconego wykrzyknika jako znaku ironii.

### Specyfika poszczególnych języków
W tradycji pisarskiej większości języków, w tym w polskim, przed wykrzyknikiem nie stawia się spacji. 
W języku hiszpańskim zdanie, które kończy się wykrzyknikiem, musi zaczynać się od tzw. odwróconego wykrzyknika: ¡ (U+00A1), np. ¡Atención! lub ¡¡¡Atención!!!
W języku francuskim wykrzyknik otoczony jest dwiema spacjami (podobnie jak znak zapytania, średnik i dwukropek), np. Quelle belle journée !
W niektórych językach, np. z rodziny khoisan, wykrzyknik służy do zapisu specyficznego dźwięku mowy – tzw. mlasku zadziąsłowego. W tym charakterze występuje w nazwach takich języków jak !Xóõ czy !o!kung.

## Języki programowania
Ponieważ symbol wykrzyknika dostępny jest bezpośrednio z klawiatury, autorzy niektórych języków komputerowych zastosowali ten symbol w ich składni. Stosowany jest on jako samodzielny symbol określonych operacji lub stanowić może część symbolu złożonego, składającego się z kilku znaków. W szczególności dotyczy to języków programowania:
- symbol operatora negacji (logicznej): „!”, np. C, C++, Java, PHP;
- symbol operatora relacji (nierówności): „!=”, np. C, C++, Java, PHP;
- symbol operatora relacji z kontrolą typów: „!==”, np. PHP;
- początek komentarza: „<!-- -->”, np. HTML;
- poprzedza dyrektywy kodu Makefile: „!if wyrażenie”, np. Makefile firmy Borland.

W Unikodzie wykrzyknik występuje w wersjach:
| Znak | Unikod | Kod HTML                      | Nazwa unikodowa           | Nazwa polska         |
| ---- | ------ | ----------------------------- | ------------------------- | -------------------- |
| !    | U+0021 | &#x21; lub &#33;              | EXCLAMATION MARK          | wykrzyknik           |
| ¡    | U+00A1 | &iexcl; lub &#xA1; lub &#161; | INVERTED EXCLAMATION MARK | wykrzyknik odwrócony |
| ‼    | U+203C | &#x203C; lub &#8252;          | DOUBLE EXCLAMATION MARK   | podwójny wykrzyknik  |

## Specyficzne zastosowania
- W matematyce wykrzyknik symbolizuje operację silni, np. 4! = 1 ⋅ 2 ⋅ 3 ⋅ 4 = 24.
- W notacji szachowej „!” to oznaczenie dobrego ruchu, a „!!” to oznaczenie bardzo dobrego ruchu.
- Dwa miasta mają wykrzyknik w nazwie: Westward Ho! i Saint-Louis-du-Ha! Ha!.
- AutoHotkey interpretuje go jako Alt.